# Tabernaemontana siphilitica
Tabernaemontana siphilitica é uma espécie de planta da família Apocynaceae. No Acre é popularmente conhecida de grão-de-galo.

## Ocorrência
A espécie é uma planta nativa do Brasil, amplamente distribuída nas regiões Norte (Acre, Amazonas, Pará, Roraima, Tocantins), Nordeste (Maranhão) e Centro-Oeste (Mato Grosso do Sul, Mato Grosso). Presente nos domínios fitogeográficos da Amazônia e Cerrado, ela ocorre em diversos tipos de vegetação, incluindo florestas ciliares ou de galeria, florestas de terra firme, várzeas, florestas estacionais semideciduais e savanas amazônicas. Apesar de ser encontrada em diferentes habitats, não é endêmica do Brasil.